# 玛格丽特·杜拉斯
玛格丽特·热尔梅娜·玛丽·多纳迪厄（法語：Marguerite Germaine Marie Donnadieu，法語發音：[maʁɡəʁit ʒɛʁmɛn maʁi dɔnadjø]，1914年4月4日—1996年3月3日），筆名玛格丽特·杜拉斯（Marguerite Duras，[maʁɡəʁit dyʁas]）而知名。法国作家、劇作家、編劇、實驗电影导演，她為1959年電影《廣島之戀》創作劇本，因此獲得了第33屆奧斯卡金像獎最佳原創劇本獎的提名。

## 生平
1914年杜拉斯生于印度支那嘉定市（即後來南越的西貢，到越南統一後再改稱胡志明市）。她父亲是数学教师，母亲是当地人小学的教师。她有两个兄弟。在印度支那度过的童年和青少年时代成了她创作灵感的源泉。1943年她把自己的姓改成了父亲的老家，一個名為杜拉斯的村莊。
杜拉斯的父母是响应法国政府的号召而来到时为法国殖民地的印度支那的。到达不久后，她父亲便患上了重病，不得不回法国，最终却不幸在法国病逝。父亲病逝后，她母亲带着三个孩子依旧留在了印度支那。她依靠作为教师微薄的薪水養活三个孩子，在一次投资柬埔寨的房產失敗之後，家庭境況更是捉襟见肘。其书《抵挡太平洋的堤坝》（1950年）便是以这次投资失败为蓝本，讲述一位到印度支那的法国母亲向殖民地当局地籍管理局租用印度支那南方太平洋海边一块租让地，因没有行贿，租到的竟是一块不可耕种的盐碱地，还有被太平洋大潮随时吞没的危险。在印度支那，青年时期的杜拉斯和一位富有的中国商人黄水梨，有过一段情史。後來她將这段情史寫進小說《情人》裡，並於1992年拍成電影。另外，杜拉斯也谈到，在印度支那生活的时期里，她曾多次被大哥和母亲虐打。
杜拉斯17歲時回到法國讀書，一開始在大学里學習数学，後來很快轉向於攻讀法律和政治学。毕业后从1935年到1941年在法国殖民地部当秘书，后来参加过抵抗运动并加入共产党；1955年被共产党开除党籍。
1939年她同罗贝尔·昂泰尔姆结婚。战争期间，由于参加抵抗运动，罗贝尔被驱逐出境到布痕瓦尔德（德国市镇），勉强才存活下来。据杜拉斯自己说，当时罗贝尔只有84磅。
她的成名作是自传体小说《抵挡太平洋的堤坝》（1950年）。后来作品中，她通常描写一些试图逃脱孤独的人物。她早期的作品形式比较古典，后期的作品打破了传统的叙事方式，并赋予心理分析新的内涵，给小说写作带来了革新，常被认为是新小说派的代表作家，但遭到作者本人的否定。1984年，她的小说《情人》获得龚古尔文学奖。
杜拉斯的文学作品包括40多部小说和10多部剧本，多次被改编成电影，如《广岛之恋》（1959）《情人》（1992）。同时她本人也拍摄了几部电影，包括《印度之歌》和《孩子们》。
杜拉斯晚年，染上了酗酒的恶习，脾气变得孤僻古怪，最终因喉癌于1996年3月3日在巴黎逝世，终年81岁，葬于蒙帕纳斯公墓。

## 作品
- 《厚颜无耻的人》 1943年/小说 布隆出版社，1992年伽利玛出版社再版
- 《平静的生活》 1944年/小说 伽利玛出版社
- 《抵挡太平洋的堤坝》 1950年/小说 伽利玛
- 《直布罗陀的水手》 1952年/小说 伽利玛
- 《塔吉尼亚的小马》 1953年/小说 伽利玛
- 《树上的岁月》1954年/短篇小说集 伽利玛,收有《蟒蛇》、《多丹夫人》、《工地》
- 《街心花园》 1955年/小说 伽利玛
- 《慢板如歌》 1958年/小说 子夜出版社
- 《塞纳－瓦兹的高架桥》 1959年/戏剧 伽利玛
- 《夏日夜晚十点半》 1960年/小说 伽利玛
- 《广岛之恋》 1960年/电影脚本 伽利玛
- 《如此漫长的缺席》 1961年/电影脚本 与热拉尔·雅尔罗合作，伽利玛
- 《安德马斯先生的下午》 1962年/短篇小说 伽利玛
- 《劳儿·维·斯坦茵的迷醉》 1964年/小说 伽利玛
- 《戏剧——卷一》 1965年/戏剧 伽利玛
- 《副领事》 1965年/小说 伽利玛
- 《音乐》 1966年/电影 与保尔·瑟邦合作执导
- 《英国情人》 1967年/小说 伽利玛
- 《英国情人》 1968年/戏剧 伽利玛
- 《戏剧——卷二》 1968， 伽利玛
- 《毁灭，她说》 1969年 子夜
- 《毁灭，她说》 电影 伯努瓦·雅戈
- 《阿邦.萨芭娜和大卫》 1970年 伽利玛
- 《爱》 1971年/小说 伽利玛
- 《黄色太阳》 1971年/电影 伽利玛
- 《娜塔丽·格朗热》 1972年/电影 伽利玛
- 《印度之歌》 1973年/戏剧，电影 伽利玛
- 《恒河女子》 1973年/电影 伯努瓦·雅戈发行
- 《娜塔丽·格朗热》 1973年 伽利玛
- 《谈话者》 1974年/与克萨维耶尔·高提埃的对谈 子夜
- 《巴克斯泰尔，蔽拉·巴克斯泰尔》 1976年/电影 伽利玛
- 《加尔各答的荒漠里她的名字叫威尼斯》 1976年/电影 伯努瓦·雅戈发行
- 《树上的岁月》 1976年/电影 伯努瓦·雅戈发行
- 《卡车》 1977年/电影
- 《卡车》1977年/剧本 子夜 收有与米歇尔·波尔特的对谈
- 《玛格丽特·杜拉斯的领地》1977年 子夜 与米歇尔·波尔特合作
- 《伊甸影院》 1977年/戏剧 商神出版社
- 《黑夜号轮船》 1978年/电影
- 《塞扎蕾》 1979年/电影
- 《墨尔本奥蕾里娅·斯坦纳》 1979年/电影
- 《温哥华奥蕾里娅·斯坦纳》 1979年/电影
- 《薇拉·巴克斯泰尔或大西洋海滩》 1980年 阿尔巴特罗斯出版社
- 《坐在走廊上的男人》 1980年/短篇小说 子夜
- 《80年夏》 1980年 子夜
- 《绿眼睛黑头发》 1980年 《电影日志》
- 《阿伽达》 1981年 子夜
- 《阿伽达或无限阅读》 1981年/电影
- 《外面的世界——卷一》 1981年 阿尔班·米歇尔出版社
- 《年轻姑娘和小孩》 1981年/录音磁带 扬·安德烈亚根据《80年夏》改编，玛格丽特·杜拉斯朗读
- 《罗马对话》 1982年/电影
- 《大西洋人》 1981年/电影
- 《大西洋人》 1982年/短篇小说 子夜
- 《萨瓦纳海湾》 第一版1982年，增补版1983年 子夜
- 《死亡的疾病》 1982年/短篇小说 伽利玛
- 《戏剧——卷三 1984/戏剧 伽利玛
- 《情人》 1984年/小说 子夜
- 《痛苦》 1985年 P．O．L．出版社
- 《音乐之二》 1985年 伽利玛
- 《契河夫的海鸥》 1985年 伽利玛
- 《孩子们》 1985年/电影 与让·马斯科罗和让·马克·图里纳合作制片
- 《蓝眼睛黑头发》 1986年/小说 子夜
- 《诺曼底海岸的妓女》 1986年 子夜
- 《物质生活》 1987年 P．O．L．出版社
- 《爱米莉·L．》 1987年/小说 子夜
- 《夏雨》 1990年/小说 P．O．L．出版社
- 《来自中国北方的情人》 1991年/小说 子夜
- 《扬·安德烈亚·斯坦纳》 1992年 P．O．L．出版社
- 《写作》 1993年 伽利玛
- 《一切结束》 1995年 P．O．L．出版社
- 《小说，电影，戏剧，1943年一1993年回顾》 1997年 伽利玛